# اولاد امراح
اولاد امراح (به فرانسوی: Sidi Hajjaj Oulad Mrah) یک منطقهٔ مسکونی در مراکش است که در Settat Province واقع شده‌است.
 اولاد امراح  ۹٬۱۶۶ نفر جمعیت دارد.